# Macracantha
Genre
Macracantha est un genre d'araignées aranéomorphes de la famille des Araneidae.

## Distribution
Les espèces de ce genre se rencontrent en Asie du Sud, en Asie du Sud-Est et en Asie de l'Est.

## Liste des espèces
Selon World Spider Catalog (version 22.0, 21/04/2021) :
- Macracantha arcuata (Fabricius, 1793)
- Macracantha hasselti (C. L. Koch, 1837)

## Publication originale
- Simon, 1864 : Histoire naturelle des araignées (aranéides). Paris, p. 1-540 (texte intégral).